# Paul Angoulvent
Paul Angoulvent (21 de abril de 1899 en Le Mans - 27 de julio de 1976 cerca de Auxerre) fue un curador y editor de museo francés formado en el HEC Paris. Transformó y dirigió las Presses Universitaires de France a partir de 1934.

## Biografía
Paul-Joseph Angoulvent fue curador de la Chalcographie du Louvre en las décadas de 1920 y 1930. Con Albert Morancé, editor de arte y director de la Réunion des Musées Nationaux, publicó numerosos catálogos y monografías con fondos del museo del Louvre.
En 1934, tras la quiebra del principal accionista editorial, fundó la Quadriga, fusión de Presses Universitaires de France, y las tres editoriales Félix Alcan (asociado al sobrino de este último, René Lisboa), Leroux (editor de historia) y Rieder (literatura general). La fusión satisfizo las necesidades de la creciente población estudiantil.<
En 1941, durante la ocupación alemana, Angoulvent estaba lanzando una serie de series de libros de rápido crecimiento, entre las que destacaba Que sais-je? recopilación. Se centró en muchas innovaciones que trajeron un éxito inmediato y sostenible a la PUF. Un elemento clave de la estrategia de Angoulvent fue el apoyo desde abajo y con bajos beneficios a libros de calidad para una amplia audiencia.
En 1944, después de la Liberación, Angoulvent fue condenado por derrocar a Pierre-Marcel Lévi, el director judío de su editorial. Angoulvent, que era jefe del Comité del Libro durante la ocupación, fue condenado a pagar a Lévi (1) 242.406 francos en concepto de suma global, (2) una cantidad igual al importe total de su remuneración durante los dos años anteriores al 30 de octubre de 1940, más los intereses sobre esa suma; y (3) 250.000 francos en concepto de daños y perjuicios.
Después de 1945, Angoulvent mantuvo el nuevo equilibrio editorial establecido bajo la ocupación, pero ahora bajo la defensa de la cultura francesa y con un equilibrio económico positivo, a pesar de la oposición mostrada por los académicos tradicionalistas, como Louis Bréhier. Junto a la diversificación editorial, añadió un enfoque en la exportación, la modernización de la producción y la rentabilidad de la distribución.
Admirador del modelo americano, Angoulvent publicó en 1960 el manifiesto L'Édition au pied du mur : Ouvrage manifeste, subrayando la situación de la edición científica francesa, señalando la anarquía de las relaciones entre el sector público y el privado.
Angoulvent siguió siendo presidente de la PUF hasta 1968 y presidente del consejo de supervisión hasta 1974. Su hijo Pierre Angoulvent fue presidente del consejo de 1968 a 1994.